# Zhuque-2
Zhuque-2 ou ZQ-2 (du chinois : 朱雀二号, pinyin : zhūquè èr hào, en français : Oiseau vermillon 2 ou Phénix 2) est un lanceur chinois de moyenne puissance (6 tonnes en orbite basse) développé par la société LandSpace dont le premier vol a eu lieu décembre 2022. Les deux étages de cette fusée d'une masse de 225 tonnes sont propulsés par des moteurs-fusées à ergols liquides brûlant un mélange de méthane et d'oxygène liquide mis au point par LandSpace. La société prévoit de développer une version avec un premier étage réutilisable revenant se poser en douceur sur le sol.
Le premier vol a eu lieu le 14 décembre 2022. La propulsion semble avoir fonctionné correctement mais le système de guidage du deuxième étage assuré par des moteurs-verniers est victime d'une défaillance et les 14 satellites transportés sont perdus. Ce lancement orbital est le premier effectué avec une fusée dont la propulsion repose sur le méthane liquide. Zhuque-2 devance ainsi les trois lanceurs américains utilisant cet ergol et en cours de développement : Starship, Vulcan et Terran 1. Trois autres vols réussis ont lieu au cours des deux années suivantes. À compter de 2025, Landspace prévoit de remplacer le Zhuque 2 par son lanceur lourd réutilisable Zhuque-3 d'une capacité de 21 tonnes en orbite basse.

## Historique de développement
LandSpace fait partie des start-up chinoises créées au milieu de la décennie 2010 avec l'objectif d'attaquer le marché du lancement des satellites commerciaux. La société, dont le siège se situe à Pékin et qui a été fondée en 2015, développe un premier micro-lanceur reposant sur des composants fournis par CASC, constructeur des lanceurs Longue Marche. Zhuque-1 effectue un vol unique le 27 septembre 2018 qui se solde par un échec dû à la défaillance du système de contrôle d'attitude du troisième étage. Ce lanceur de 27 tonnes, comportant trois étages à propergol solide, est capable de placer 300 kilogrammes sur une orbite terrestre basse.
CASC décide d'interrompre ses livraisons à la suite du premier vol car Zhuque-1 concurrence son propre micro-lanceur Longue Marche 11. Pour remplacer Zhuque-1, LandSpace développe un nouveau lanceur capable de placer 4 tonnes en orbite basse qui est baptisé Zhuque-2. Ce dernier repose entièrement sur des développements internes. LandSpace est la première société privée chinoise qui choisit de développer en interne un moteur-fusée à ergols liquides. Par ailleurs, la réutilisation du lanceur est prévue à terme. La société lève initialement 40 millions US$ sur le marché financier pour développer ses nouveaux moteurs puis 85 millions US$ en 2019 et 175 millions US$ en 2020 principalement pour développer le lanceur. Les premiers tests sur banc d'essais du moteur Tianque-12 de 80 tonnes de poussée ont eu lieu en janvier 2019. L'ensemble propulsif du second étage (Tianque 12 + Tianque 11) est testé avec succès en novembre 2020. En janvier 2021 sont effectués des tests de séparation de la coiffe. L'ensemble du système propulsif du premier étage est assemblé pour la première fois en février 2021.
Un ensemble de lancement dédié au nouveau lanceur est construit sur la base de lancement de Jiuquan située dans le désert de Gobi au nord-ouest de la Chine. Ce nouveau complexe permettra d'effectuer 12 lancements par an à destination de l'orbite basse et de l'orbite héliosynchrone. Une première tentative de lancement est initialement prévue pour le 3 décembre 2022.

## Caractéristiques techniques du lanceur
Zhuque-2 a une masse de 229 tonnes pour une hauteur de 49,5 mètres et un diamètre de 3,35 mètres. Il peut placer sur une orbite basse de 200 kilomètres une charge utile de 4 tonnes, 1,8 tonne sur une orbite héliosynchrone de 500 kilomètres et 1,5 tonne sur une orbite héliosynchrone de 700 km. Il comporte deux étages propulsés par des moteurs-fusées à ergols liquides brûlant un mélange de méthane et d'oxygène liquide. La coiffe a un diamètre de 3,35 mètres. La poussée au décollage est de 268 tonnes.

### Premier étage
Le premier étage est propulsé par 4 moteurs-fusées à ergols liquides Tianque-12 (alouette-12) brûlant un mélange de méthane et d'oxygène liquide. Ce propulseur alimenté par générateur de gaz a une poussée de 80 tonnes dans le vide avec une impulsion spécifique de 283 secondes au sol et de 350 secondes dans le vide. Sa masse est de 1,3 tonne (hauteur de 3,6 mètres) et le rapport de section de la tuyère est de 45 (diamètre maximal 1,5 mètre). Le rapport de mélange est de 3,5. Chaque moteur peut pivoter de 8° pour contrôler l'orientation du lanceur,.

### Deuxième étage
Le deuxième étage est propulsé dans sa version initiale par un moteur-fusée Tianque-12 (version optimisée pour le vide) de 80 tonnes de poussée et quatre moteurs verniers Tianque-11. Ces derniers sont utilisés pour orienter la poussée. Sa poussée est de 2,5 tonnes (10 tonnes en tout) avec une impulsion spécifique de 350 secondes dans le vide. Sa masse est de 350 kg (hauteur de 2,5 mètres) et le  diamètre maximal de la tuyère est de 0,9 mètre,.
À partir du quatrième vol, le deuxième étage est propulsé par un moteur-fusée Tianque-15A de 85 tonnes de poussée dans le vide et brûlant un mélange de méthane et d'oxygène liquide. Ce moteur dispose d'un groupe auxiliaire de puissance qui remplace les moteurs verniers de la première version pour les corrections orbitales et qui prend en charge les manœuvres de désorbitation du deuxième étage. Contrairement au Tianque-11/Tianque-12, le moteur-fusée est orientable et est donc utilisé pour le contrôle d'attitude.

### Coiffe
La coiffe a un diamètre de 3,35 mètres et une hauteur de 8,24 mètres.

## Évolutions abandonnées
Landpace prévoyait de faire évoluer son lanceur Zhuque 2 de manière à faire passer sa capacité progressivement à 32 tonnes en orbite basse mais toutes ces versions décrites ci-dessous ont été abandonnées fin 2024. Landspace prévoir de mettre en service le lanceur lourd Zhuque 3 (21 tonnes en orbite basse) réutilisable en 2025 et au fur et à mesure de la montée en charge de ce lanceur d'abandonner progressivement la Zhuque 2 :
- Une version partiellement réutilisable dont le premier étage reviendrait se poser à la verticale. Pour cette version, Landscape développe une version du moteur-fusée Tianque-12 disposant d'un injecteur à aiguille permettant de moduler la poussée[14].
- Zhuque-2A, 3 étages, Il peut placer sur une orbite basse de 200 kilomètres une charge utile de 6 tonnes, masse au décollage de 225 tonnes [15]
- Zhuque-2B, 3 étages, avec deux propulseurs d'appoint supplémentaires, Il peut placer sur une orbite basse de 200 kilomètres une charge utile de 17 tonnes, masse au décollage de 550 tonnes [15]
- Zhuque-2C, 3 étages, avec deux propulseurs d'appoint supplémentaires, Il peut placer sur une orbite basse de 200 kilomètres une charge utile de 32 tonnes, masse au décollage de 870 tonnes [15].

Mais en novembre 2023, la société abandonne ces projets d'évolution au profit d'un lanceur entièrement nouveau, baptisé Zhuque-3,  partiellement réutilisable et dont les caractéristiques sont proches de la fusée Falcon 9 de SpaceX.

## Installations au sol
Outre le complexe de lancement édifié à Juiquan, Landscape dispose d'une usine à Huzhou dans la province du  Zhejiang et dispose à Jiaxing (dans la même province) d'un établissement d'un coût de 1,5 milliard US$ comprenant une chaine d'assemblage de lanceurs de moyenne et grande taille ainsi que des bancs d'essais.

## Historique des vols

### Vol inaugural (décembre 2022)
Le vol inaugural du lanceur a lieu le 14 décembre 2022 mais est un échec. Les moteurs des deux étages de la fusée fonctionnent normalement mais le système de guidage du deuxième étage assuré par des moteurs-verniers a été victime d'une anomalie et les satellites n'ont pu être placé en orbite. La fusée avait décollé du pas de tir 96 du complexe de lancement 43 de la base de lancement de Jiuquan. La charge utile comprenait 14 satellites qui ont plongé dans l'Océan Indien à l'issue du vol suborbital.

### Second vol (juillet 2023)
Le deuxième vol du lanceur a lieu le 12 juillet 2023 avec succès, faisant de Zhuque-2 le premier lanceur propulsé par le mélange méthane liquide et oxygène liquide (méthalox) à atteindre l'orbite, devant les trois lanceurs américains utilisant ce même mélange et en cours de développement, Starship, Terran 1 et Vulcan, les deux premiers ayant échoué lors de leur première tentative, comme Zhuque-2.

### Liste des lancements
| Date             | Type | Pas de tir        | Charge utile        | Masse | Orbite                                                    | Commentaire |
| ---------------- | ---- | ----------------- | ------------------- | ----- | --------------------------------------------------------- | --- |
| 14 décembre 2022 | 2    | Jiuquan LC-43/96  | 14 satellites       | ?kg   | ?                                                         | Échec. Premier vol de Zhuque-2, première tentative de vol d'un lanceur orbital propulsé par le mélange méthalox qui se conclut par un échec dû à une défaillance des moteurs verniers du second étage. |
| 12 juillet 2023  | 2    | Jiuquan LC-43/96  | Aucune charge utile | ?kg   | Orbite héliosynchrone (431 x 461 km, inclinaison : 97,3°) | Deuxième vol. Premier vol orbital réussi d'un lanceur propulsé par le mélange méthalox. |
| 9 décembre 2023  | 2    | Jiuquan LC-43/96  | Honghu-2, Tianyi-33 | ?kg   | Orbite héliosynchrone (433 x 461 km, inclinaison : 97,3°) | |
| 27 novembre 2024 | 2E   | Jiuquan LC-43/96A | Guangchuan 1 et 2   | ?kg   |                                                           | Premier vol de la version 2E |